# Macon Knights
Die Macon Knights waren ein Arena-Football-Team aus Macon (Georgia), das in der af2 spielte. Ihre Heimspiele trugen die Knights im Macon Coliseum aus.

## Geschichte
Die Knights wurden 2000 gegründet und spielten ab dem Jahr 2001 in der af2. Das erste Spiel der Franchisegeschichte verloren die Knights am 7. April 2001 gegen die Augusta Stallions zuhause vor 4.532 Zuschauern mit 60:64.
Das Franchise erreichte in vier der sechs Jahren die Postseason. Im Jahr 2003 zog man bis in den ArenaCup ein, verlor diesen jedoch mit 40:58 gegen die Tulsa Talons.
Nach der Saison 2006 verkündeten die Knights, dass das Franchise sich auflösen werde, aufgrund von geringem Zuschauerinteresse und fehlender Sponsorengewinnung.

## Saisonstatistiken
| Jahr | Team          | Liga | S  | N  | Playoffs erreicht | Playoffrunde |
| ---- | ------------- | ---- | -- | -- | ----------------- | --- |
| 2001 | Macon Knights | af2  | 10 | 6  | ja                | N Viertelfinale gg. Quad City Steamwheelers 55:80 |
| 2002 | Macon Knights | af2  | 13 | 3  | ja                | S Achtelfinale gg. Augusta Stallions 57:41 N Viertelfinale gg. Florida Firecats 28:44                                                                                   |
| 2003 | Macon Knights | af2  | 10 | 6  | ja                | S Wild Card Round gg. Florida Firecats 42:16 S Viertelfinale gg. Albany Conquest 59:47 S Halbfinale gg. Tennessee Valley Vipers 51:48 N ArenaCup gg. Tulsa Talons 40:58 |
| 2004 | Macon Knights | af2  | 3  | 13 | nein              | |
| 2005 | Macon Knights | af2  | 8  | 8  | ja                | N Wild Card Round gg. Louisville Fire 54:55 |
| 2006 | Macon Knights | af2  | 8  | 8  | nein              | |

## Zuschauerentwicklung
| Jahr | Team          | Liga | Zuschauerdurchschnitt |
| ---- | ------------- | ---- | --------------------- |
| 2001 | Macon Knights | af2  | 4.056                 |
| 2002 | Macon Knights | af2  | 2.706                 |
| 2003 | Macon Knights | af2  | 3.155                 |
| 2004 | Macon Knights | af2  | 3.177                 |
| 2005 | Macon Knights | af2  | 3.034                 |
| 2006 | Macon Knights | af2  | 2.661                 |